# PBT-Stoff
Ein PBT-Stoff ist ein chemischer Stoff, der persistent, bioakkumulativ und toxisch ist gemäß den Kriterien im Anhang XIII der REACH-Verordnung nach Artikel 57d. In der schweizerischen Chemikalienverordnung wird im Artikel 4 auf die REACH-Verordnung verwiesen.
PBT-Stoffe sind besorgniserregend, da sie das Potential haben, sich auch in abgelegenen Ökosystemen anzureichern. Der ursprüngliche (unkontaminierte) Zustand ist schwierig wiederherzustellen und auch eine Vermeidung von Emissionen führt aufgrund der langen Halbwertszeiten nur zu einem langsamen Rückgang der Umweltkonzentrationen. Zudem sind Langzeit-Effekte und -Verhalten von PBT-Stoffen schwer vorhersehbar.

## Definition
Folgende Kriterien für P, B und T müssen erfüllt sein:
|                            | Persistenz (P) | Bioakkumulation (B) | Toxizität (T) |
| -------------------------- | --- | ------------------- | --- |
| Kriterien (oder-verknüpft) | Abbau-Halbwertzeit: • in Meerwasser > 60 Tage • in Süßwasser oder Flussmündungen > 40 Tage • in Meeressediment > 180 Tage • in Süßwassersediment oder Flussmündungssediment > 120 Tage • im Boden > 120 Tage | BCF > 2000          | • NOEC/EC10 bei Meeres- oder Süßwasserlebewesen < 0,01 mg/l • Einstufung als karzinogen (Kategorie 1A oder 1B), keimzellmutagen (Kategorie 1A oder 1B) oder reproduktionstoxisch (Kategorie 1A, 1B oder 2) • andere Belege für chronische Toxizität, die gemäß der Verordnung (EG) Nr. 1272/2008 eine Einstufung der spezifischen Zielorgan-Toxizität (wiederholte Exposition), Kategorie 1 (oral, dermal, Inhalation von Gasen/Dämpfen, Inhalation von Staub/Nebel/Rauch) oder Kategorie 2 (oral, dermal, Inhalation von Gasen/Dämpfen, Inhalation von Staub/Nebel/Rauch) bedingen würden |

Stoffe, die diese Kriterien erfüllen, können in die Liste der besonders besorgniserregenden Stoffe und später ggf. in den Anhang XIV von REACH (Verzeichnis der zulassungspflichtigen Stoffe) aufgenommen werden.